# ディサポイントメント島
ディサポイントメント島（英語: Disappointment Island）はオークランド諸島の7つの無人島の一つである。オークランド島中部から8キロメートル程北西に存在し、ニュージーランド南島からは475キロメートル南に位置している。
オークランドハジロアホウドリの繁殖地となっており、同種のほぼ全ての生息数にあたるおおよそ6万5千組のつがいが営巣している。また、絶滅したと考えられていたが1966年に再発見されたオークランド諸島固有種のオークランドクイナが生息している。

## 歴史

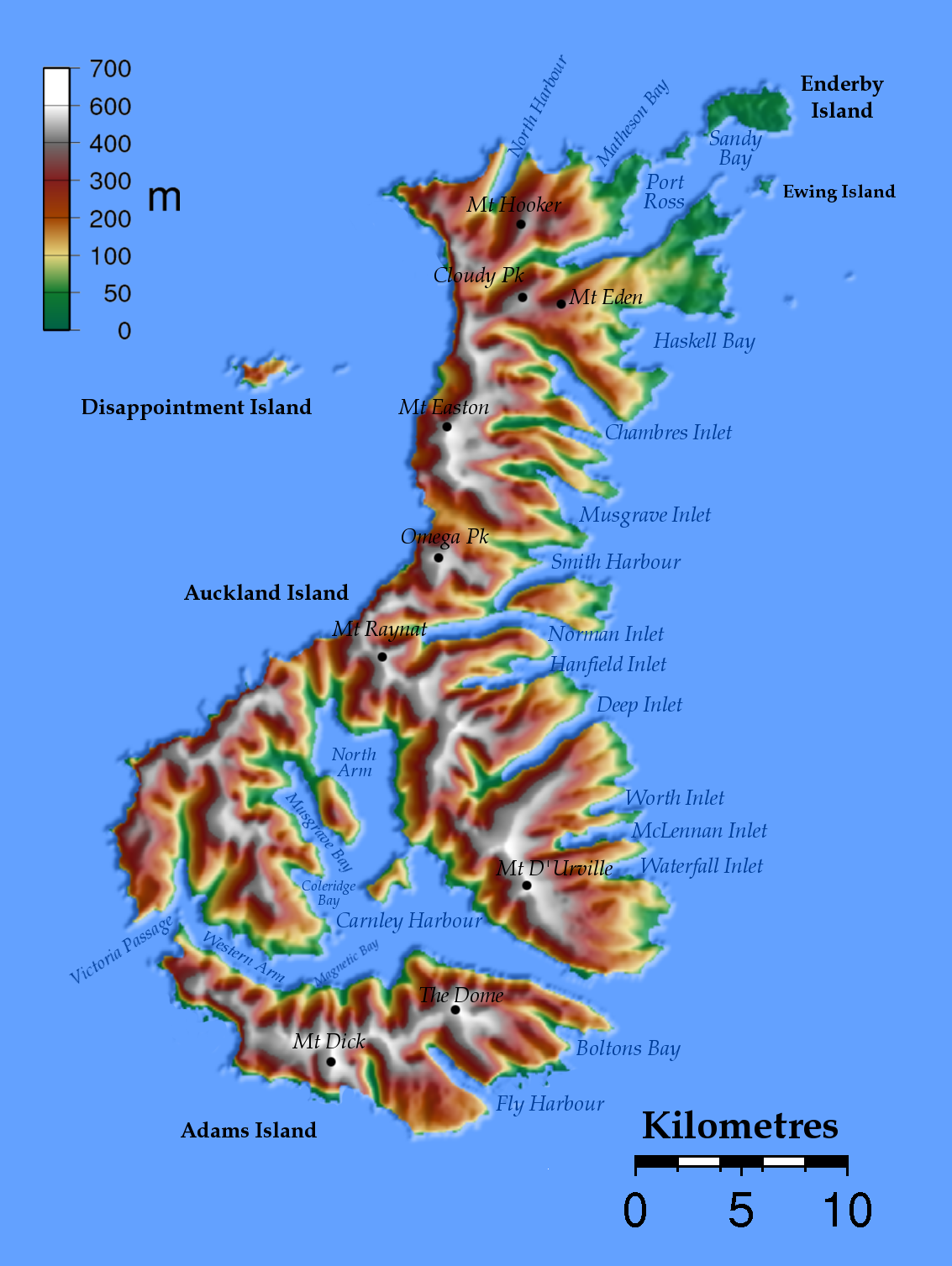
オークランド諸島の全体図。ディサポイントメント島は北西に位置している。

1866年5月14日、1103トンのフルリグド・シップGeneral Grant号がオークランド島西岸の聳え立つ崖に衝突した。68人の旅客が死亡し、15人の生存者はこの島に流れ着き18週間救出を待った。
1907年3月7日4本帆の鋼鉄バーク船Dundonald号は、ディサポイントメント島の西岸に接岸の後に沈没した。12人が溺死し、16人の生存者は7か月間救出を待った。彼らはオークランド島の遭難者避難所の物資で生存した。
1907年11月、科学探検隊がこの島を訪れた。

## 語源
「ディサポイントメント」(disappointment)は英語で「失意」「失望」等を意味するが、このような名前が付けられた理由ははっきりしない（これは、同じ名前を持つトゥアモトゥ諸島内のディサポイントメント諸島も同様である）。この島に資源がないことによるものか、付近で船の遭難が頻発していたことが理由として考えられている。

## 重要野鳥生息地
この島は、重要野鳥生息地(IBA)の「オークランド島グループ」に含まれている。このグループは、いくつかの種の海鳥や、固有種であるオークランドウ、クリイロコガモ、オークランドクイナ、オークランドムカシジシギの繁殖地として重要であることから、バードライフ・インターナショナルによって指定されている。